# شام‌لی (زنگلان)
شام‌لی (ترکی آذربایجانی: Şamlı) یک منطقهٔ مسکونی در جمهوری آرتساخ است که در استان کاشاتاق واقع شده‌است.